# مهارکننده پروتئین کیناز

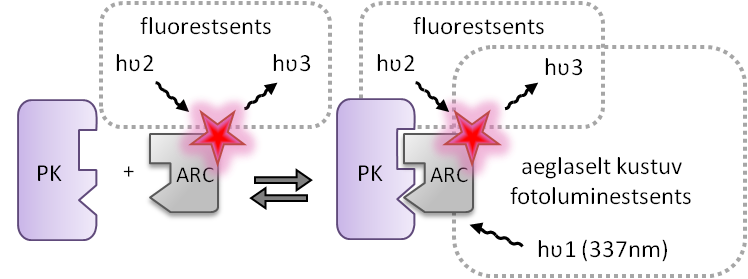
لومینسانس ARC-Lum بدون محلول و کمپلکس با PK

یک مهارکننده پروتئین کیناز (به انگلیسی: Protein kinase inhibitor) یک نوع از بازدارنده آنزیم است که مانع فعالیت یک یا چند پروتئین کیناز می‌شود. کیناز پروتئین آنزیمی است که یک گروه فسفات (PO4) به یک پروتئین یا سایر مولکول آلی اضافه شده است. گروه‌های فسفات می‌توانند پروتئین را خاموش کنند.
فسفوریلاسیون گام ضروری در برخی از سرطان‌ها و بیماری‌های التهابی است. مهار کیناز پروتئین، و در نتیجه فسفوریلاسیون، می‌تواند این بیماری‌ها را درمان کند؛ بنابراین، مهارکننده‌های پروتئین کیناز به عنوان دارو استفاده می‌شود.